# (5262) Brucegoldberg
(5262) Brucegoldberg es un asteroide perteneciente al cinturón de asteroides, descubierto el 14 de diciembre de 1990 por Eleanor F. Helin desde el Observatorio del Monte Palomar, Estados Unidos.

## Designación y nombre
Designado provisionalmente como 1990 XB1. Fue nombrado Brucegoldberg en honor al científico y astrónomo Bruce A. Goldberg, que fue amigo y colega del descubridor. Desempeñó su labor en el Laboratorio de Propulsión a Reacción y el Laboratorio Phillips de la USAF. Recibió su doctorado de la Universidad de Columbia Británica y realizó investigaciones en modelado y espectroscopía de Ío y el cometa 21P/Giacobini-Zinner, sobre óptica adaptativa y como observador invitado en una variedad de telescopios en todo el mundo durante más de veinte años.

## Características orbitales
Brucegoldberg está situado a una distancia media del Sol de 3,086 ua, pudiendo alejarse hasta 3,596 ua y acercarse hasta 2,576 ua. Su excentricidad es 0,165 y la inclinación orbital 15,97 grados. Emplea 1980,50 días en completar una órbita alrededor del Sol.
Los próximos acercamientos a la órbita de Júpiter se producirán el 1 de agosto de 2070, el 27 de junio de 2130 y el 1 de octubre de 2139, entre otros.

## Características físicas
La magnitud absoluta de Brucegoldberg es 11,2. Tiene 33 km de diámetro y su albedo se estima en 0,0698.